# Curt Lowens
Curt Lowens (Allenstein, 17 novembre 1925 – Los Angeles, 8 maggio 2017) è stato un attore tedesco di origine ebraica, superstite dell'Olocausto.

## Biografia
Nato Curt Löwenstein da una famiglia ebraica a Allenstein cittadina nella Prussia Orientale (ora Olsztyn, Polonia), nella sua infanzia dovette affrontare la difficile prova delle persecuzioni antisemite. La famiglia dapprima si trasferì a Berlino, sperando di aver maggiore protezione all'interno della larga comunità ebraica della capitale. Dopo le violenze della notte dei cristalli nel novembre 1938, lasciarono la Germania per cercar rifugio in Olanda, ma le loro speranze di libertà sembrarono svanite con l'invasione tedesca. Nonostante che Curt e la madre fossero a un certo punto nel giugno 1943 anche arrestati e trattenuti per un breve periodo al campo di concentramento di Westerbork, riuscirono ad evitare la deportazione con l'aiuto della resistenza olandese, rimanendo nascosti fino alla Liberazione. All'arrivo degli Alleati, Curt si unì all'esercito inglese come interprete e quindi nel 1947 si trasferì negli Stati Uniti, dove intraprese la carriera di attore con il nome di Curt Lowens.
A partire dal 1960 Curt Lowens ha recitato in più di 100 film. Ha interpretato spesso la parte dell'ufficiale tedesco; nel film La battaglia dei giganti ha invece recitato il ruolo di un ufficiale statunitense di origine tedesca addetto all'interrogatorio dei prigionieri tedeschi.

## Filmografia parziale

### Cinema
- La ciociara, regia di Vittorio De Sica (1960)
- Francesco d'Assisi, non accreditato, regia di Michael Curtiz (1961)
- Lycanthropus, regia di Paolo Heusch (1961)
- Barabba, non accreditato, regia di Richard Fleischer (1961)
- Le quattro giornate di Napoli, non accreditato, regia di Nanny Loy (1962)
- Venere imperiale, regia di Jean Delannoy (1962)
- Il processo di Verona, regia di Carlo Lizzani (1963)
- Il sipario strappato, non accreditato, regia di Alfred Hitchcock (1966)
- Tobruk, regia di Arthur Hiller (1967)
- Sinfonia di guerra, regia di Ralph Nelson (1967)
- Il segreto di Santa Vittoria, regia di Stanley Kramer (1969)
- La macchia della morte, regia di Paul Wendkos (1971)
- Trader Horn il cacciatore bianco, regia di Reza Badiyi (1973)
- Hindenburg, regia di Robert Wise (1975)
- Intrigo in Svizzera, regia di Jack Arnold (1976)
- L'altra faccia di mezzanotte, regia di Charles Jarrott (1977)
- Allarme nucleare, regia di Leslie H. Martinson (1979)
- Firefox - Volpe di fuoco, regia di Clint Eastwood (1982)
- Entity, regia di Sidney J. Furie (1982)
- Essere o non essere, regia di Mel Brooks (1983)
- Private War, regia di Frank De Palma (1988)
- Deadly Intent, video, regia di Nigel Dick (1988)
- Night Children - I ragazzi della notte, regia di Norbert Meisel (1989)
- Paid To Kill, regia di Norbert Meisel (1991)
- Vicino alla fine, regia di Keith Gordon (1992)
- Mandroid, regia di Jack Ersgard (1993)
- Necronomicon, regia di Christophe Gans (1993)
- Invisible: The Chronicles of Benjamin Knight, regia di Jack Ersgard (1993)
- Volo 747 - Vendetta ad alta quota, regia di Paul Levine (1995)
- The Emissary: A Biblical Epic, regia di Robert Marcarelli (1997)
- River Made to Drown In, regia di James Merendino (1997)
- The Cutter - Il trafficante di diamanti, regia di William Tannen (2005)
- Ray of Sunshine, regia di Norbert Meisel (2006)
- Miracolo a Sant'Anna, regia di Spike Lee (2008)
- Angeli e demoni, regia di Ron Howard (2009)
- She Wants Me, regia di Rob Margolies (2012)

### Televisione
- The DuPont Show of the Month – serie TV, episodio 3x02 (1959)
- Codice Gerico (Jericho) – serie TV, episodio 1x05 (1966)
- Tarzan – serie TV, episodio 1x12 (1966)
- Hardcastle & McCormick (Hardcastle and McCormick) – serie TV, episodio 1x18 (1984)
- La signora in giallo (Murder, She Wrote) – serie TV, episodio 6x09 (1989)

### Videogiochi
- Medal of Honor: Allied Assault, videogioco, solo voce (2002)
- Medal of Honor: Frontline, videogioco, solo voce (2002)
- Medal of Honor: European Assault, videogioco, solo voce, accreditato come Kurt Lowens, regia di Adam Foshko (2005)

## Doppiatori italiani
Nelle versioni in italiano dei suoi lavori, Curt Lowens è stato doppiato da:
- Giulio Platone in Firefox - Volpe di fuoco
- Toni Orlandi ne La signora in giallo
- Franco Zucca in FlashForward